# HD 147018 c
HD 147018 c (بالإنجليزية: HD 147018 c)‏ الذي يرمز له بالرمز HD 147018c، هو كوكب خارج المجموعة الشمسية، في كوكبة المثلث الجنوبي (كوكبة)، يتبع HD 147018 ‏.

## الاكتشاف
اكتشف في 11 أغسطس 2009، وكانت طريقة الاكتشاف دوبلر الطيفي.